# Камов (ОКБ)
ВАТ «Камов» (колиш. ОКБ «Камов», Ухтомський вертолітний завод) — конструкторське бюро холдингу «Вертольоти Росії», відоме як розробник вертольотів з співвісною схемою тримальних гвинтів. Ним також розробляються вертольоти з традиційною компоновкою (Ка-62).
Бюро назване на честь генерального конструктора М. І. Камова. Датою заснування прийнято вважати 7 жовтня 1948. Відкрите акціонерне товариство з 1992 року.
Розташоване в місті Люберці.

## Вертольоти ОКБ «Камова»
| Дата            | Модель                                                    | Класифікація НАТО | Коментарі                                   |
| --------------- | --------------------------------------------------------- | ----------------- | ------------------------------------------- |
| 25 вересня 1929 | КаСкр-1 «Красный инженер», КаСкр-2                        |                   | Перший радянський автожир, Камов-Скржинский |
| 1934            | А-7                                                       |                   | автожир                                     |
| 1944            | Ка-8                                                      |                   |                                             |
| вересня 1949    | Ка-10                                                     | 'Hat'             |                                             |
| 1952            | Ка-15                                                     | 'Hen'             |                                             |
| 1955            | Ка-18                                                     | 'Hog'             |                                             |
| 1960            | Ка-20                                                     | 'Harp'            |                                             |
| 1960            | Ка-22                                                     | 'Hoop'            | Гвинтокрил                                  |
| 1965            | Ка-25                                                     | 'Hormone'         |                                             |
| 1966            | Ка-26                                                     | 'Hoodlum-A'       |                                             |
| 1969            | В-50                                                      |                   | Проект закрито                              |
| 1978            | Ка-27 и Ка-27ПС (пошуково-рятувальний)                    | 'Helix'           |                                             |
| 1981            | Ка-28 Ка-32                                               | 'Helix'           |                                             |
| 27 липень 1982  | Ка-50 «Чорна акула» (також відомий як В-80 та «Вервольф») | 'Hokum-A'         | Ка-50-2 Erdogan                             |
| 1983            | Ка-52 «Алігатор»                                          | 'Hokum'           | Ка-40 варіант для експорту Ка-52            |
| 1983            | Ка-31                                                     | 'Helix-B'         |                                             |
| 1986            | Ка-126                                                    | 'Hoodlum-B'       | Развиток Ка-26                              |
| середина 1980-х | В-100                                                     |                   |                                             |
| 1990            | Ка-118                                                    |                   |                                             |
| 1993            | Ка-128                                                    |                   |                                             |
| 1994            | Ка-62                                                     |                   |                                             |
| 1994            | Ка-226                                                    | 'Hoodlum'         | Подальший розвиток Ка-126                   |
| 1998            | Ка-60                                                     |                   |                                             |
| 1993            | Ка-37                                                     |                   |                                             |

## Галерея

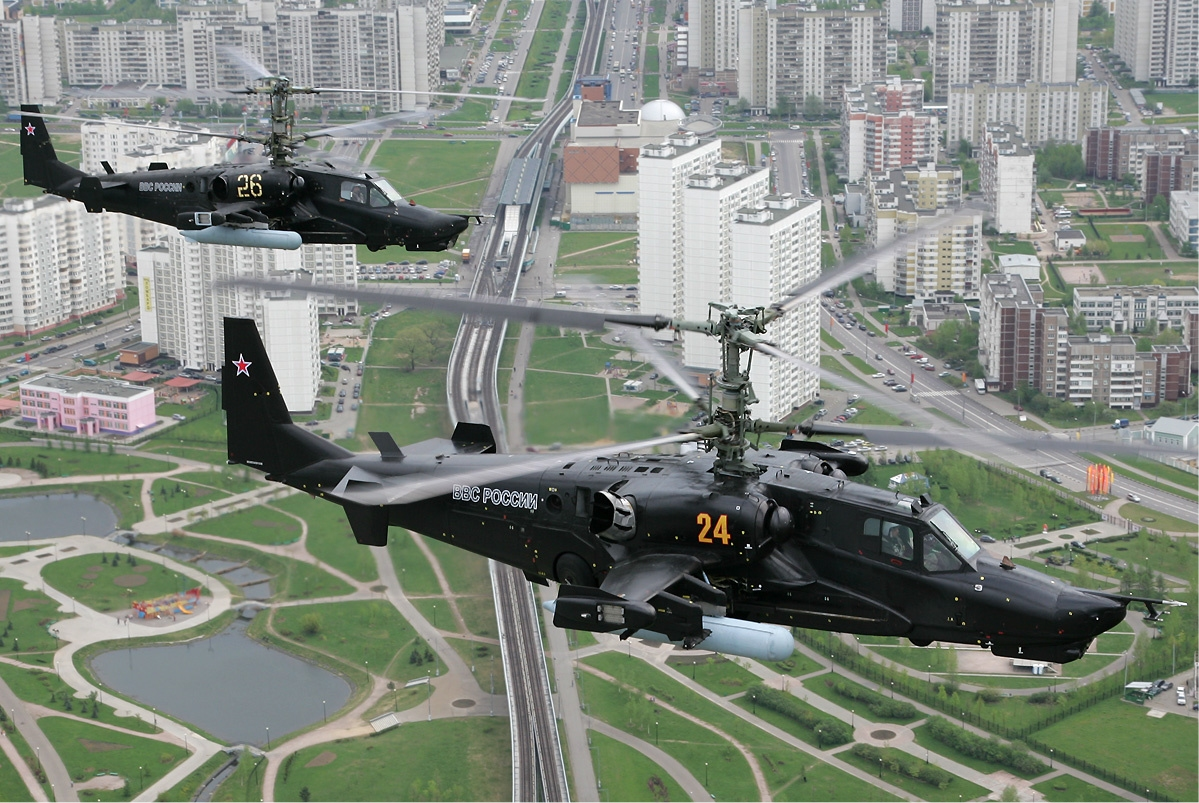
Два гелікоптери Ка-50 над Москвою
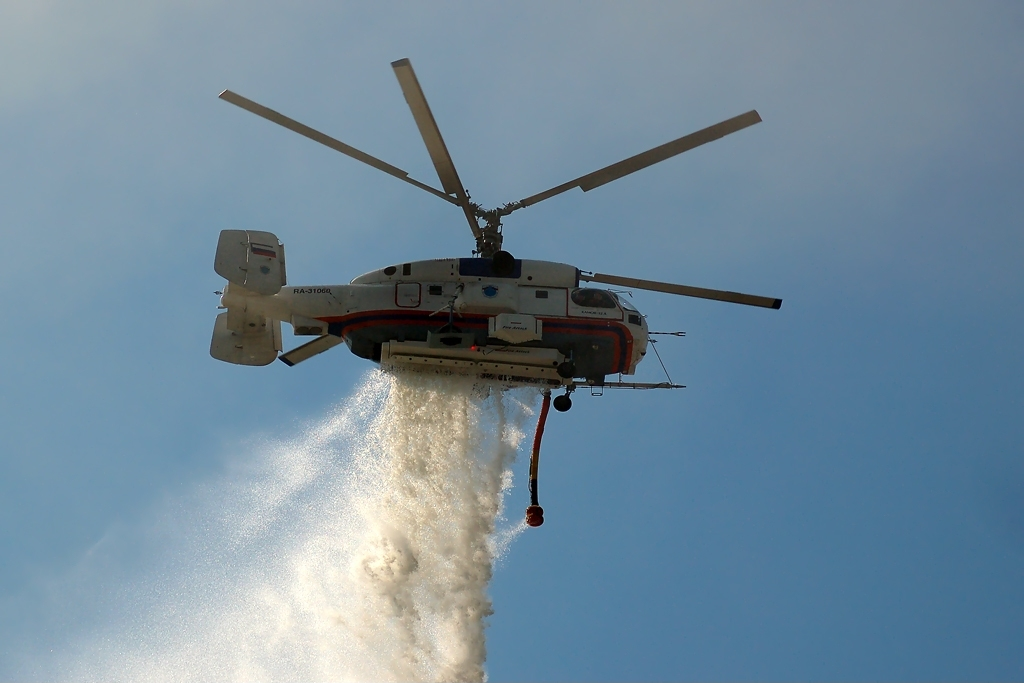
Ка-27 під час гасіння пожежі
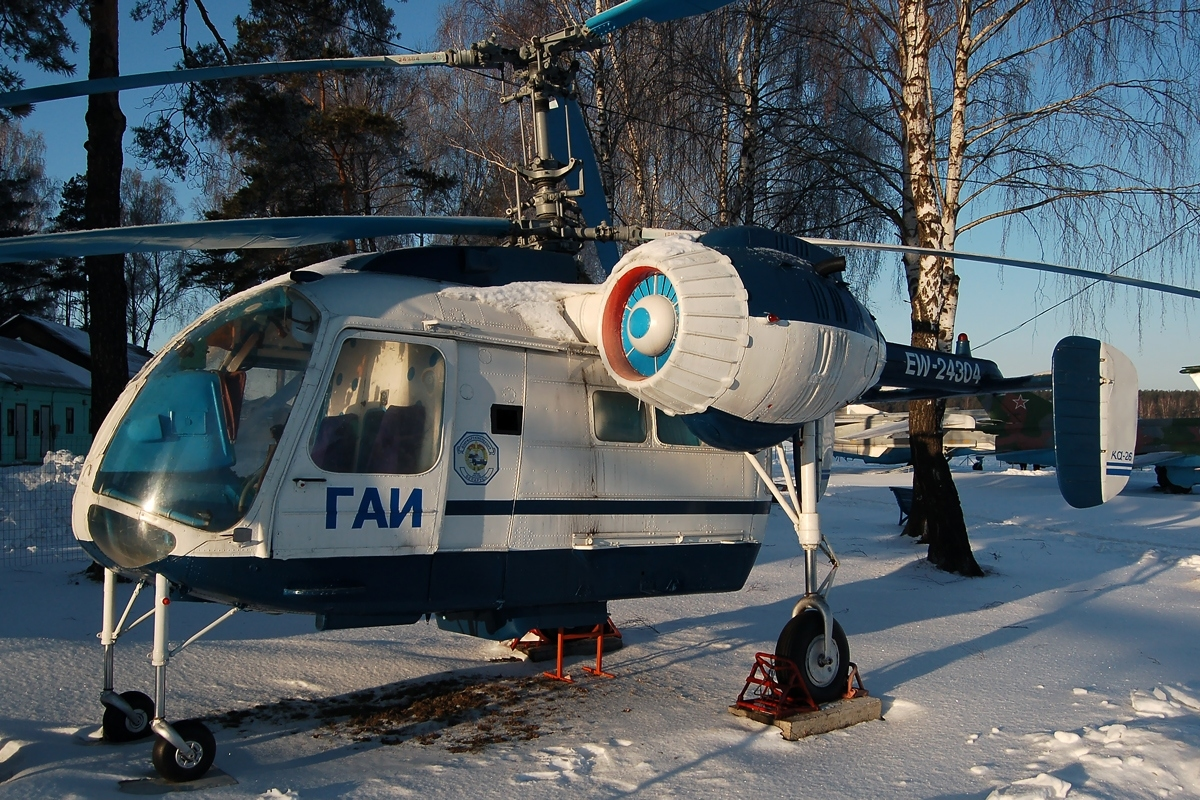
Ка-26
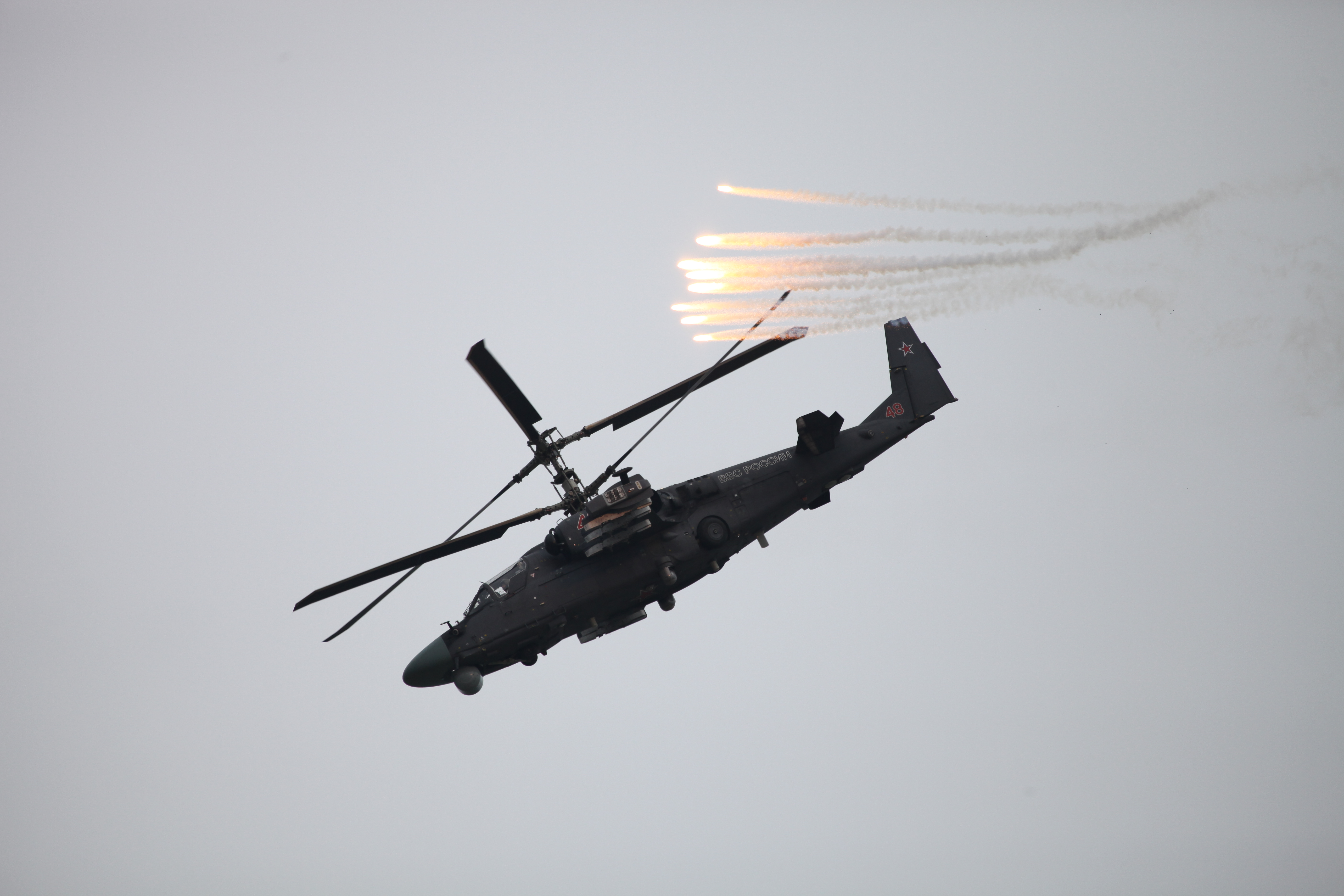
Ка-52 на виставці «MAKS-2013»